# Malá vodní elektrárna Želina
Malá vodní elektrárna Želina je vodní elektrárna na řece Ohři pod vesnicí Želina na říčním kilometru 121,15. Elektrárnu vlastní město Kadaň a provozuje ji Elektrárna Tušimice. Do provozu byla poprvé uvedena v roce 1908, ale v roce 1925 byla odstavena poté, co byla zprovozněna vodní elektrárna v Lomazicích, ke které vedl od jezu Želina téměř sedm kilometrů dlouhý přívodní kanál. Roku 1991 došlo k rozhodnutí o obnovení elektrárny a ke znovuobnovení provozu došlo v roce 1995 poté, co byly původní Francisovy turbíny repasovány a znovu instalovány po celkové rekonstrukci jezu a objektu elektrárny na původní místo. Elektrárna dodává 300–450 kW elektřiny (v závislosti na stavu vody v řece). Roční průměrná výroba elektrické energie je přibližně 2 GWh.
V roce 2016 byly instalovány dvě vírové turbíny s výkonem po 14,5 kW s celkovou hltností 2 m³/s při spádu 1,9 až 2,4 m a účinnosti až 85 %.